# Vlasics József
Vlasics József, horvátul: Joška Vlašić Manglin (Tótszentmárton, 1927 – 2010 június) magyarországi horvát tudós, irodalmár, fordító, újságíró. Kaj nyelvjárásban írt.

## Életrajza
1927-ben született parasztcsaládban Tótszentmártonban. Itt járta ki az általános iskolát, majd gazdaiskolába ment.
A második világháború nagy traumát okozott neki, fiatalon kellett Erdélyben bunkereket ásnia.
Az iskoláját csak a háború után tudta befejezni. Az Apáczai Csere János Pedagógiai Iskola szerbhorvát nyelv és történelem szakát végezte el. Ezután szülőfalujában lett tanár. A helyi kultúrház igazgatója lett, majd alapító tagja lett egy kulturális egyesületnek.
Az 1956-os forradalom után Molnáriba költözött, ahol megalapította a táncegyesületet, asszonykórust és a citerazenekart.
A Hrvatski glasnikban, Narodna novina-ban írt cikkeket.

## Művei
Műveit a fiatalkorában élő emberekről, szülőfalujáról és környékéről és a régebbi eseményekről írta.
Hrvatski sjever folyóiratban jelentek meg munkái.
2004-ben lefordította magyarra Martin Mihaldinac: Sveci i klapci művét.
A 2000-es években megírta a tótszentmártoni leventék történeteit horvát és magyar nyelven.